# Maria Björkman
Maria Elisabeth Louise Björkman, född 25 april 1967, är en svensk översättare. Hon översätter från franska. Hon försörjde sig länge som TV-översättare, men 1996 kom den första översatta boken och hon är idag skönlitterär översättare på heltid. Bland författare hon översatt märks Annie Ernaux, Nina Bouraoui och Anna Gavalda.

## Översättningar (urval)
- Justine Lévy: Vi ses på Place de la Sorbonne (Le rendez-vous) (Forum, 1996)
- Jean-Dominique Bauby: Fjärilen i glaskupan (Le scaphandre et le papillon) (Dagens nyheter, 1997)
- Nancy Huston: Livslinjer (Lignes de faille) (Forum, 2008)
- Nicolas Fargues: Jag var bakom dig (J'étais derrière toi) (Elisabeth Grate, 2008)
- Jeanne Cordelier: Utbrytningen (La dérobade) (Elisabeth Grate, 2011)
- Carole Martinez: Viskningarnas borg (Du domaine des murmures) (Norstedt, 2013)
- Paul Claudel: Budskapet till Maria (L'Annonce faite à Marie) (Dramaten, 2018)[1]

## Priser
- 2009 – Jacques Outin-priset
- 2013 – Albert Bonniers 100-årsminne
- 2021 – Stiftelsen Natur & Kulturs översättarpris